# Silver Apples of the Moon (álbum de Morton Subotnick)
Silver Apples of the Moon es el álbum debut del músico y compositor estadounidense Morton Subotnick. Fue lanzado por Nonesuch Records en julio de 1967. Contiene la composición epónima dividida en dos partes. Concebida como un escaparate para el sintetizador Buchla 100, un sintetizador analógico temprano que el compositor ayudó a desarrollar, Silver Apples of the Moon fue la primera pieza de música electrónica encargada por una compañía discográfica.
Grabada durante 13 meses, Subotnick utilizó hasta 10 horas al día en su composición, buscando crear sonidos que otros músicos no pudieran reconstruir. Subotnick tomó el nombre para álbum del poema de Yeats "La Canción de Vagabundo Aengus". La composición es de estilo experimental. La  "Parte I" presenta pasajes pausados y experimentación tonal. La "Parte II" está compuesta de ritmos pulsados y secuenciados. Esto último supuso una innovación para su época. Subotnick estrenó la pieza en la noche de apertura del club nocturno Electric Circus de Nueva York.
Silver Apples of the Moon se convirtió en un  éxito sorpresa, vendiendo bien en la categoría de música clásica y recibiendo buena crítica. Desde entonces el álbum ha sido considerado un hito en la música electrónica; fue el primer disco en presentar un sintetizador basado en voltaje y la primera pieza, tanto de música electrónica como de música clásica, escrita específicamente para el formato álbum. Los ritmos secuenciados del disco tienen la reputación de haber anticipado la música electrónica bailable, y se le considera como el álbum insignia de Subotnick. En una lista de 1992, la revista The Wire consideró al álbum como uno de los 100 más importantes de la historia y en 2009 la Biblioteca del Congreso de Estados Unidos lo añadió a su Registro Nacional de Grabaciones

## Antecedentes
Subotnick comenzó a crear música electrónica durante su época de estudiante en la Universidad Mills, en los últimos años cincuenta, periodo en el que también tocó el clarinete con la Orquesta Sinfónica de San Francisco. Cuándo se le comisionó escribir música incidental para una producción de El rey Lear, Subotnick grabó un collage con la voz del actor principal, cortando y pegando cinta durante casi un año hasta que la pieza resultante consistía totalmente en su voz. El compositor entendió que la tecnología podía crear un nuevo ambiente de composición al que se llamó "música como arte de estudio": "podrías estar componiendo música como arte de estudio. Tomé la decisión en ese momento de que esta nueva tecnología iba a permitir que todo fuera diferente. Un nuevo tipo de compositor." El nuevo interés de Subotnick  en la música electro-acústica lo llevó a fundar el Centro de Música de Cinta de San Francisco en 1961 con su colega Ramón Sender. En el centro, ambos músicos aspiraron a crear composiciones con sonidos que no pudieran ser producidos usando instrumentos acústicos convencionales.
En el San Francisco de los primeros años sesenta, Subotnick y Sender buscaron a un ingeniero que pudiera ayudarles a materializar sus conceptos de manipulación sonora a través de circuitos electrónicos y muy pronto encontraron a Don Buchla. Utilizando una subvención de 500 dólares por parte de la Fundación Rockefeller, crearon el sintetizador Buchla 100, un instrumento que muchos consideran el primer sintetizador análogico. Ya que la visión de sus creadores para el Buchla 100 era proveer una nueva manera de crear música, el instrumento carecía de un teclado tradicional; en cambio se concentraba en "el movimiento y manipulación de frecuencias" Subotnick recuerda: "Para mí, esto era el día cero en la evolución de la música. Una música nueva de verdad, no una nueva vieja música." El compositor percibió el instrumento como una oportunidad para radicalizar a la alta cultura tradicional, imaginando que, si el instrumento se producía en masa a bajo costo, se volvería popular en los hogares estadounidenses de clase media. El instrumento estaba definido por sus inventivos timbres, crujientes ondas sinusoides, rico contrapunto gestual y el movimiento espacial evidente en la música creada con él.

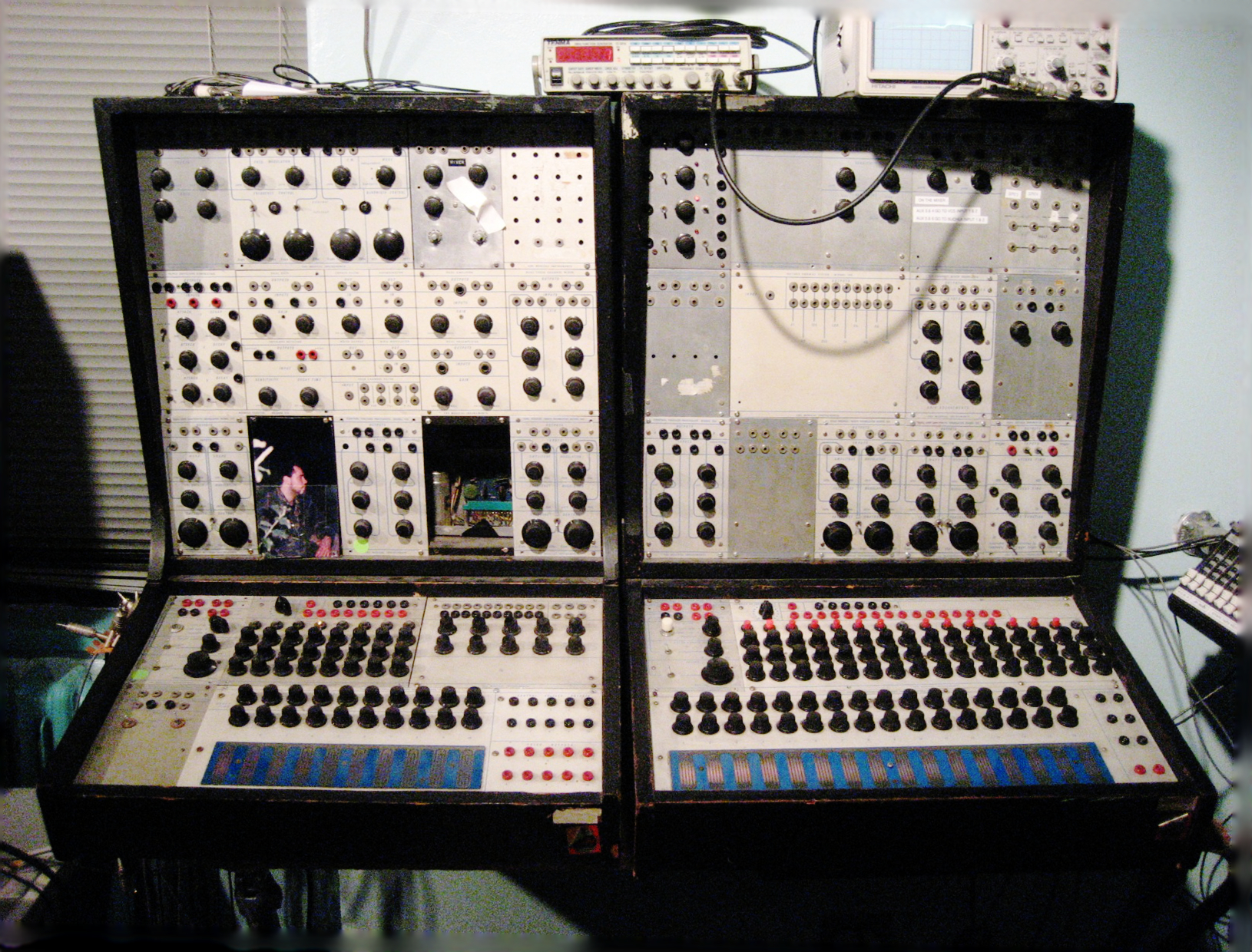
El sintetizador Buchla 100.

Subotnick se mudó a la Ciudad de Nueva York en 1966 para trabajar en el Lincoln Center y volverse artista residente en la Universidad de Nueva York. Sospechoso de los esquemas institucionales, solicitó un espacio fuera del campus y ubicó un estudio en la calle Bleecker, en el centro de la escena artística de la ciudad. Alrededor de este periodo, Jac Holzman, un ejecutivo de la compañía discográfica Nonesuch Records, visitó a Subotnick en medio de la noche y le ofreció 500 dólares para crear un álbum electrónico. Subotnick no había escuchado hablar de la compañía  y echó a Holzman de su casa creyendo que bromeaba. Al día siguiente, el compositor se dio cuenta de que la empresa era real cuando notó que poseía una edición del sello de los Conciertos de Brandenburgo en su colección. A pesar de que Subotnick pensó que había arruinado la oportunidad, Holzman regresó a su casa ofreciendo una nueva suma de 1000 dólares. Subotnick aceptó.
Silver Apples of the Moon se volvió el primer álbum electrónico encargado por un sello importante, y la primera pieza electrónica concebida específicamente para el formato de álbum. El compositor  había empezado a trabajar informalmente en la composición antes de que tuviera un nombre, expandiendo y jugando con ideas. Durante la producción de Silver Apples, Columbia le ofreció un contrato a Subotnick, pero éste lo rechazó por estar bajo el compromiso de Nonesuch. Aun así, sintió que "debí haber sido único para estas personas en ese momento, porque dos compañías disqueras distintas vinieron conmigo para la misma cosa."

## Producción

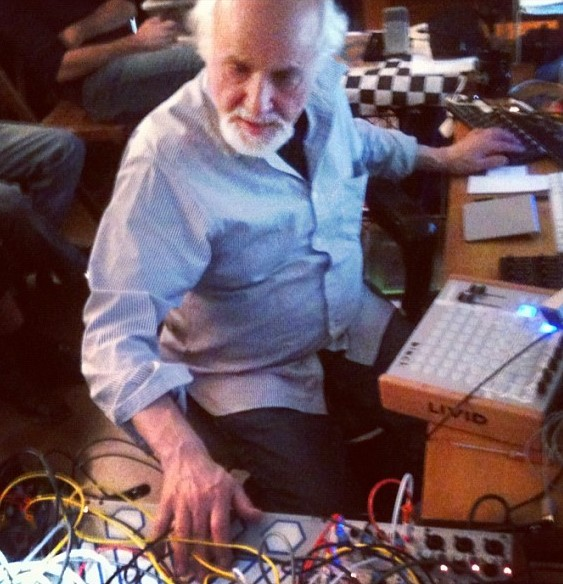
Morton Subotnick (retratado con un Buchla 200e en 2012) se empeñó en crear un álbum con sonidos inimitables.

Subotnick tuvo un plazo de 13 meses por parte de Nonesuch para completar Silver Apples of the Moon, y lo grabó durante los años de 1966 y 1967, trabajando de 10 a 12 horas diarias. Utilizó su estudio en la Universidad de las Artes de Nueva York. El álbum incorpora una réplica del Buchla 100 construido para Subotnick por Buchla, de modo que el compositor pudiera utilizarlo en Nueva York en vez del Centro de Cintas de San Francisco, donde ambos habían trabajado juntos. Subotnick utilizó dos magnetófonos de dos pistas, una de las cuales grababa y reproducía sonido, mientras que la otra sólo reproducía. También registró en libretas cada día de la producción. A pesar de que no utilizó ningún productor, el compositor pensó que podría obtener el mismo resultado presentando su trabajo en progreso a distintas audiencias.
El músico sintió que no usaba el Buchla 100 en Silver Apples para crear música, sino para ofrecer "una clase de sonido que encontrarías muy difícil de replicar."  El instrumento le proporcionó una manera completamente nueva de crear música electrónica. Dijo: "no sabía cuáles resultados buscaba, de forma intencionada. Creía que con este nuevo instrumento entrábamos en un nuevo periodo para la composición musical, que el compositor tenía el potencial para ser un artista de estudio siendo compositor, intérprete y audiencia, todo a la vez, concibiendo la idea, creando e interpretando la idea, y luego dando unos pasos atrás y criticando los resultados." Consideró que el álbum era una pieza "bastante compleja" para un debut y comentó: "ofrecía algo que no es fácil de hacer, pero ése era el punto".
Subotnick trabajó en la pieza por secciones, cada cual podía tomar incluso ocho semanas de trabajo hasta que el autor sentía que lo había logrado. Después de completar secciones, las ponía en cinta, anotaba el patrón para poder recomenzar el trabajo después y volvía a arreglar el sintetizador para trabajar en otros elementos. La producción era desgastante; dado que Silver Apples era el primer álbum electrónico que usaba un sintetizador de voltaje, Subotnick no tuvo ningún modelo en el cual basar su creación. El autor ha comentado que el encordado básico era cablear el Buchla 100 usando cables de conexión y que sólo podría operar el aparato para hacer la música deseada después de días de trabajo. Afinar el instrumento hasta alcanzar cierto sonido deseado podía consumir diez horas al día, después de lo cual el compositor hacía diagramas de qué sonido producía cada clavija. Después grababa estos sonidos en el único magnetófono que grababa y luego, según sus propias palabras "ponía otro cableado y finalmente grababa esa configuración mezclado con lo que ya tenías en la vieja configuración, ya sea para hacerlo exagerado o para hilar fino o algo como eso." 

## Composición
Silver Apples of the Moon está separado en dos partes, cada una ocupando una cara del vinil. Subotnick decidió que la "Parte 1" exploraría el timbre, mientras que la "Parte II", exploraría el ritmo y el pulso. Los movimientos de la grabación no están presentados necesariamente en el orden en que fueron trabajados, ya que la aproximación a la producción del compositor fue crear secciones musicales en "montones", En el interior del álbum, Subotnick escribió que la grabación estaba hecha para ser experimentada por escuchas individuales o en pequeños grupos en un ambiente íntimo, describiéndolo como "algo así como música de cámara estilo siglo XX" Se expresó sobre esta intención como "un marco de referencia bastante especial" mientras escribía el álbum, y luego explicó que la grabación tenía la intención de ser escuchada como un "viaje"  El álbum enteramente electrónico usa sólo el Buchla 100, ninguna otra instrumentación, ya que el compositor intentaba que el álbum fuera uno de sus "modelos" para mostrar "cómo la síntesis podía ser usada para crear nuevos lenguajes musicales desafiantes."
El disco está considerado de estilo experimental. Según el escritor Kevin Lozano, los sonidos en Silver Apples of the Moon se parecen a "el producto residual de un experimento fallido: sus tonos espeluznantes, pulsos elípticos, batacazos enigmáticos, y olas de lamentos cibertrónicos son de otro mundo hasta el día hoy". A diferencia de otros trabajos de sintetizador contemporáneos, el álbum incorpora ganchos a su experimentación con ostinatos y riffs. El uso del Buchla 100 también habilitó la sensación improvisatoria del álbum, destacando la influencia de la "aproximación intuitiva" de Pauline Oliveros. Oliveros, uno de los colegas de Subotnick, dijo después sobre su música de la época: "actualmente secuenciar es algo que cualquiera puede hacer cuando sea, donde sea. Pero ésta fue la primera vez que podía hacerlo de esta manera. Ciertamente [Subotnick] hizo un gran uso de él [el sintetizador] y nos aconsejó ir en esa dirección, estoy seguro. Porque antes de eso, estaba cortando y pegando cinta." 
Con más de dieciséis minutos, la "Parte I" es una sección lenta y taciturna, incorporando tonos "de pinchazo" que se mueven en el campo estéreo, y pasajes calmados que son abruptamente interrumpidos por ruido electrónico. La pista usa ampliamente el glissando, silbidos, sirenas y otros sonidos y tonos, y también incorpora secciones irregulares y "formas caprichosas". Las "melodías atomizadas, suspiros misteriosos y explosiones de sonido" tienen reminiscencias de composiciones electrónicas tempranas de Milton Babbitt y Karlheinz Stockhausen. La introducción a la pieza, presentando timbres ondulantes que se elevan y caen, fue la primera parte del álbum que se grabó. Un ritmo en medio de la pista emerge junto a numerosas melodías agudas encima de un ruido minimal subyacente, mientras que la coda presenta tonos de bajo lentos y graves.
En contraste, la "Parte II" abre con sonidos agudos repicantes a los que Subotnick se refirió como el sonido de las "manzanas plateadas", y desarrolla un pulso antes de llegar a su clímax de "ritmos proto-disco", con secuencias pegadas encima de un ostinato estable. Se escuchan pitidos encima de las frases secuenciadas. Por debajo de la pista se encuentra un zumbido en crescendo que varía de timbre en contraste con numerosos sonidos que entran y salen intempestivamente de la pieza. Las frases de sintetizador secuenciadas eran una innovación en la época. De acuerdo al escritor Alfred Hickling, "sencillamente no se había escuchado antes. Las composiciones electrónicas tempranas eran sobre todo acerca de ondas sinusoides, oscilaciones, timbre... desprovistas de ritmo, en general." Sin embargo, Subotnick dijo que su descubrimiento de los beats sucedió casi por accidente: "en los primeros días, tomaba mucho tiempo —a veces incluso días— programar una secuencia. Bastante inintencionado, descubrí que había creado este ritmo pulsante. Empecé a juguetear con él y me voló la cabeza."

## Título y empaque

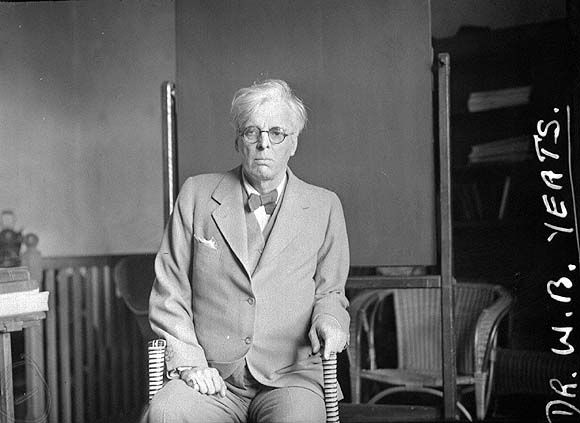
Silver Apples of the Moon toma su nombre de una línea en "La Canción de Vagabundo Aengus", de William Butler Yeats (en la foto).

Subotnick nombró su disco en referencia a una línea de William Butler Yeats: "The silver apples of the moon, the golden apples of the sun" (Las manzanas de plata de la luna, las manzanas doradas del sol). El músico dijo en su momento que el nombre fue escogido porque sintió que reflejaba con propiedad el tema unificador de la composición, el cual dijo que se "escuchaba en su forma más pura al final de la Parte II". Sin embargo, después comentó que el nombre "no significa nada" y haberlo escogido porque le gustaba cómo sonaba. Según otra versión, el compositor dijo que el nombre fue escogido como una metáfora para ciertos sonidos del álbum.
Las últimas dos líneas del poema son 'The silver apples of the moon, / The golden apples of the sun'. Podría haber usado 'manzanas doradas del sol", pero tenía estos sonidos repicantes, estas cositas, y ése es uno de los sonidos que no perfeccioné hasta Until Spring, y después realmente los perfeccioné en A Sky of Cloudless Sulphur. Tomó mucho tiempo entender cómo obtener exactamente lo que quería, pero lo tenía en principio, y aquellos sonidos argentinos... ¡sonaban como manzanas plateadas! Así que eso es lo que me atrajo al título, a esa línea en el poema.
Robert Hunter nombró una canción de los Grateful Dead "Silver Apples of the Moon", del disco Infrared Roses (1991) por la canción de Subotnick. La banda inglesa Laika también nombró su álbum de 1994 Silver Apples of the Sun por la grabación de Subotnick. La cubierta del álbum de Subotnick presenta un diseño psiquedélico de William S. Harvey que incorpora trabajos de Anthony Martin.

## Lanzamiento y recepción
Antes de su lanzamiento, Subotnick interpretó Silver Apples of the Moon en la apertura del famoso club nocturno de Nueva York Electric Circus en junio de 1967, utilizando luces estroboscópicas para acompañarlo. En esta presentación estuvieron el director de orquesta Seiji Ozawa, el escritor Tom Wolfe y muchos miembros de la familia Kennedy. Los invitados bailaron con la música, lo cual dejó atónito a Subotnick, aunque éste se sintió satisfecho de que disfrutaran el "pulso" de la música. Más tarde recordó: "supe que tenía ritmo, pero nunca había oído de gente que bailara con eso". Robert Barry de The Quietus cree que, con esto, "Subotnick puede haber sido la primera persona que puso a bailar a un club nocturno con pura música electrónica."
En su lanzamiento de julio de 1967, Silver Apples of the Moon se convirtió en un hit sorpresa para Nonesuch, volviéndose en uno de los álbumes mejores vendidos en la categoría clásica, además de vender decentemente para un álbum experimental. El disco también se volvió un éxito underground y fue descrito por Alfred Hickling de The Guardian como "un soundtrack psiquedélico esencial", aunque Subotnick ha argumentado que no tomó psicofármacos durante la producción del álbum. Silver Apples también recibió atención internacional por desarrollar las posibilidades de los sintetizadores de voltaje para la interpretación y la grabación. Subotnick sintió que los sonidos electrónicos innovadores del álbum eran parte de su éxito. El álbum también recibió aclamación por parte de la crítica. En una reseña contemporánea, Ted Dockstader de Electronic Music Review describió a Silver Apples of the Moon como "un bello disco" que "parece brillar de tanta precisión"
La colega en la música electrónica Wendy Carlos, una de las pioneras del sintetizador Moog, también revisó el álbum para Electronic Music Review. Aunque alabó a Subotnick llamándolo "un compositor muy talentoso" y sintió que el álbum estaba entre los trabajos electrónicos más lindos, Carlos sintió que era "un aburrimiento" y se quejó de que era demasiado larga "para una sola composición electrónica de este tipo y estilo". También menospreció lo que sentía que eran frases y articulaciones inexpresivas, creyendo que "suenan inflexibles y mecánicas o aleatorias y sin importancia". A pesar de que Silver Apples of the Moon fue grabado aproximadamente un año antes que cualquier grabación con sintetizador Moog, pronto fue opacado por la popularidad del álbum de la propia Carlos Switched-On Bach (1968), el cual presentó  composiciones clásicas interpretadas con Moog y se volvió uno de los álbumes clásicos más vendidos de todos los tiempos. Subotnick no se impresionó con el álbum de Carlos y recordó: "nunca pude ver el punto en tocar vieja música con una invención nueva. Si voy a tocar a Bach, prefiero usar un clavecín". La popularidad del Moog, el cual incluía un teclado (a diferencia del Buchla), convirtió al Buchla 100 en un instrumento de nicho para compositores académicos, a pesar de la cálida recepción de Silver Apples.
Las cintas originales de Silver Apples y su continuador, The Wild Bull (1968), fueron remasterizadas digitalmente y relanzadas por WERGO en 1993. En una revisión de la edición edición, Blair Anderson de AllMusic alabó el lado uno del álbum, comentando sobre su "vocabulario fascinante" y escribiendo que el interés se sostiene por la variedad de gestos y tonos. Empero, Anderson sintió que el segundo lado era más débil y que consistía en "secuencias bastante predecibles sobre un ostinato estable". El músico Julian Cope, también un musicólogo, escribió en una revisión retrospectiva que el álbum reflejó el interés de Subotnick tanto en la tecnología como música, y lo describió cuando un disco "olvidado".

## Legado
Silver Apples of the Moon es considerado un hito en la historia de la música electrónica y se le celebra como una importante composición electrónica que recibió ventas significativas a pesar de su estilo experimental. Silver Apples no sólo fue la primera composición electrónica hecha exclusivamente para el formato álbum, Lozano argumenta que además fue el primer disco de música electrónica bailable, resaltando cómo el "coro fantasmal de ritmos y beats" predijeron el movimiento techno de los años ochenta. Hickling escribe que el álbum es reverenciado entre los sintetistas por ser una influencia importante en el techno. También fue el primer álbum electrónico hecho usando un sintetizador de voltaje y la primera composición clásica a gran escala que fue estrenada con una grabación física en vez de una interpretación pública, resaltando lo que el escritor Joseph Morpurgo sintió que era "un viraje gravitacional significativo alejándonos de la cultura de la presentación a una cultura de la reproducción".
Fue el primer trabajo reconocido de Subotnick y trajo celebridad a su autor. El segundo lado rítmico del álbum atrajo la atención de bandas de rock como Grateful Dead y los Mothers of Invention, quienes empezaron a pasar tiempo con Subotnick en su estudio. El compositor tenía la preocupaciónd e que su trabajo fuera tratado como un mero truco, así que rechazó dos oportunidades para aparecer en el show de Johnny Carson. De todas las piezas de Subotnick, Silver Apples continúa siendo el que más lo identifica, algo que lo complace. Ha dicho sobre la composición: "no es una pequeña pieza mala. Es como una composición de jazz. Comenzaré con algunos riffs familiares, luego sólo improviso. Continúa cambiando siempre que la interpreto". El compositor Rhys Chatham dijo no haber escuchado algo como ello antes y lo nombró uno de sus 13 álbumes favoritos en una lista para The Quietus, Subotnick pronosticó que el álbum anticiparía más música culta de lo que logró, y dijo: "sabía que estába haciendo, más o menos, música culta. Creí que habría más interés en este tipo de música del que realmente hubo".

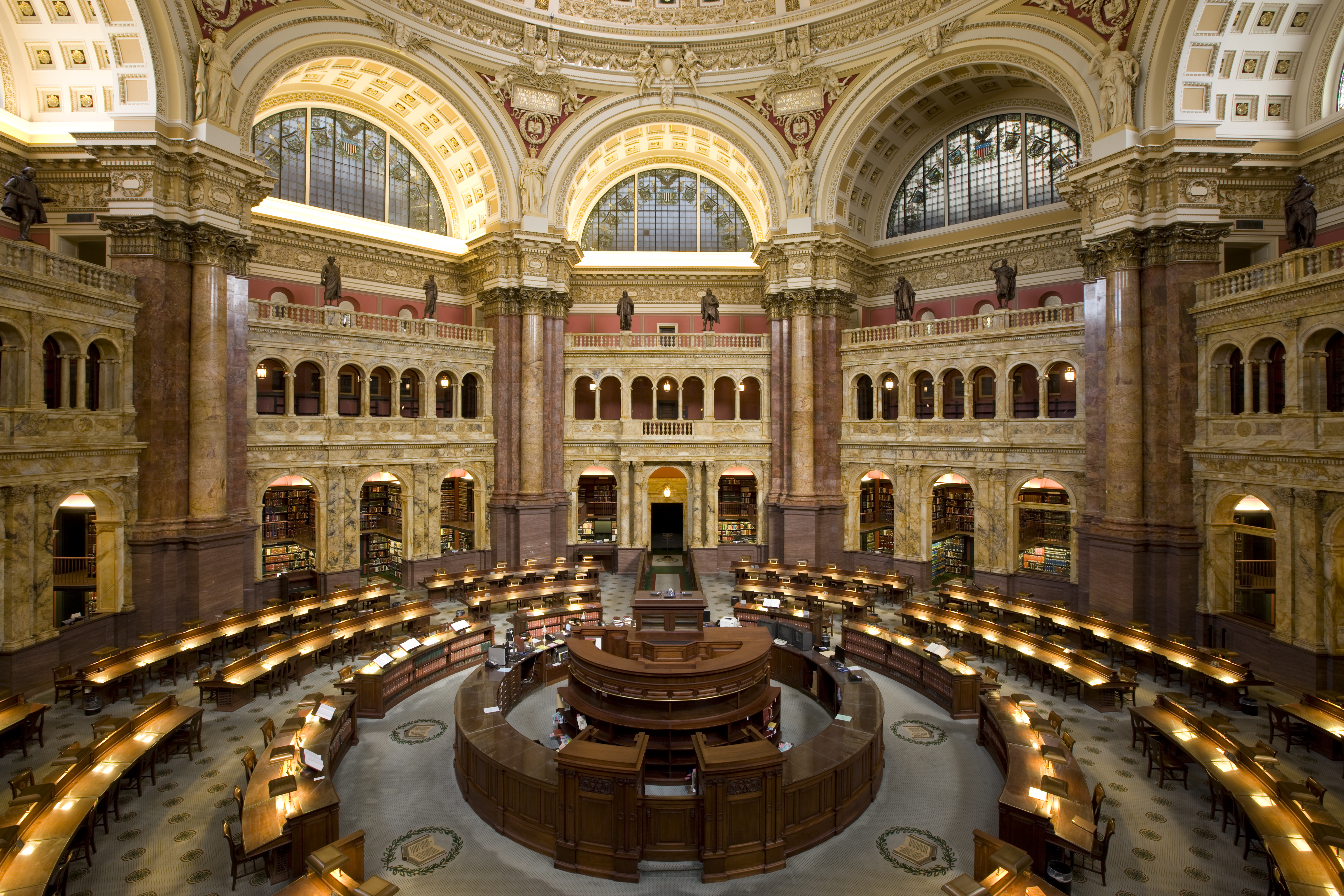
Silver Apples of the Moon está catalogado en la Biblioteca de Congreso de Estados Unidos (en la foto).

En 1992, The Wire posicionó el álbum como uno de "las 100 grabaciones más importantes jamás hechas" En 2014, el Fact incluyó el álbum en su lista de "Los álbumes electrónicos más grandes de los años 50 y 60", con el colaborador Joseph Morpurgo describiendo la obra como "un set envolvente de electrónica"  En 2015, la revista Spin lo incluyó en una lista de "los mejores discos alternativos de los años 60", donde los editores lo llamaron "una obra maestra electrónica" y "el mayor estamento, un manifiesto acerca de la idea de que la música electrónica no necesita ser siempre "de otro mundo" en sus texturas o ritmos" En 2017, Pitchfork lo posicionó en el número 83 de sus "200 mejores álbumes de los 60". En su pieza acompañante, Kevin Lozano escribió que "en una década dedicada a la exploración de los límites, de alunizajes y exploración subatómica, Silver Apples fue otro intento de abrirle la puerta al futuro y pasar por ella"  El sitio de estadística Acclaimed Music ubica el álbum como el número 1763 de entre los más aclamados de la historia.
En 2009 Silver Apples of the Moon fue una de las 50 grabaciones elegidas para ser agregadas al Registro Nacional de Grabaciones, el cual elige grabaciones anualmente basado en su "relevancia cultural, histórica o estética". BBC Radio 3 cuenta el álbum entre sus "Cincuenta clásicos modernos", y en un documental de 2012, el autor Rob Young celebró el álbum mientras Four Tet explicó por qué el álbum era un clásico para él. El 19 de enero de 2018, ARTNews albergó un simposio sobre el álbum en Universidad de Nueva York, con la ayuda de la Iniciativa NYU Music Technology and the Humanities, para conmemorar el 50.º aniversario del álbum. Un documental sobre Subotnick nombrado Subotnick fue lanzado como parte de las celebraciones por el aniversario del álbum junto a reediciones en vinil y CD. Subotnick interpretó Silver Apples of the Moon en el Festival Adelaide el 7 de marzo de 2014, utilizando una recreación del primer Buchla (el original está albergado en la Biblioteca del Congreso de Estados Unidos). También interpretó la pieza en el teatro REDCAT  de Los Ángeles el 13 de febrero de 2018 para conmemorar su 50 aniversario.

## Lista de pistas
Todas las pistas escritas por Morton Subotnick

### Lado 1
1. "Parte I" – 16:33

### Lado 2
1. "Parte II" – 14:52

## Personal
- Morton Subotnick - Sintetizador Buchla,  notas, artista principal
- Bradford Ellis - restauración digital, masterizado, mezcla
- Michael Hoenig - masterizado, mezcla
- H.J. Kropp - Diseño de cubierta
- Tony Martin - ilustraciones